# Newville, Pennsylvania
Newville är en ort i Cumberland County i Pennsylvania. Vid 2010 års folkräkning hade Newville 1 326 invånare.